# Cascate dell'Elefante
Le cascate dell'Elefante (Thác Voi in vietnamita) sono delle cascate formate dal fiume Cam Ly a circa 25 chilometri dalla città di Da Lat nel Vietnam centrale. Le cascate sono descritte come alcune delle più belle della regione degli Altipiani centrali.
Un sentiero con gradini scavati nella scivolosa roccia conduce ai piedi delle cascate. Vi sono molti pipistrelli nei pressi del sito; essi abitano in una grotta situata sotto le cascate.